# Friedrich Schulze (Bergingenieur)
Friedrich Schulze (* 20. April 1863 in Zittau; † 14. Oktober 1931 in Neustädtel) war ein deutscher Bergingenieur und Bergrat. Er war Leiter des konsortschaftlichen Bergbaues in den Städten und der Umgebung von Schneeberg und Neustädtel im sächsischen Erzgebirge.

## Leben und Wirken
Schulze schlug nach dem Schulbesuch in seiner Heimatstadt Zittau eine bergmännische Ausbildung ein und besuchte die Bergakademie Freiberg. Dort erlangte er den Abschluss als Diplom-Bergingenieur. Nach dem Studium blieb Schulze als Assistent für Markscheidekunde und Geodäsie zunächst an der Bergakademie. Auf eigenen Wunsch verließ er Ende September 1889 mit Genehmigung des Königlich Sächsischen Finanzministeriums die Akademie und wechselte als Assistent des Berginspektors August Friedrich Wappler an die Markscheider-Expedition Freiberg II des Bergamts Freiberg in die Kirchgasse 11. 1892 legte er die Markscheiderprüfung ab. Im selben Jahr zog er als verpflichteter Markscheider nach Neustädtel in das obere Erzgebirge und trat als solcher und als Betriebsassistent in den Dienst des konsortschaftlichen Bergbaus im Schneeberger Bergrevier. Bereits wenige Jahre später wurde er als Nachfolger von Richard Tröger Betriebsdirektor. Als solcher führte er den sächsischen König Friedrich August mehrfach durch den bergbaulichen Anlagen, erläuterte ihm die Bedeutung des Erzbergbaus im Königreich Sachsen und organisierte für den sächsischen Herrscher Bergparaden. Zusätzlich übernahm er 1900 die Betriebsleitung der Grube Stamm Asser am Graul bei Raschau, die vom Schneeberg konsortialischen Bergbau erworben worden war. Ab 1905 war er Stadtverordneter in Neustädtel und viele Jahre auch Mitglied des Kirchenvorstandes.
Maßgeblich war er als Informationsgeber an der Entstehung der kultur- und montangeschichtlich bedeutsamen Publikation von Fritz Bleyl Baulich und volkskundlich Beachtenswertes aus dem Kulturgebiete des Silberbergbaues zu Freiberg, Schneeberg und Johanngeorgenstadt im sächsischen Erzgebirge beteiligt, die 1917 in Druck erschien. Zuvor war er bereits durch seine in Druck erschienenen Beobachtungen über Magnetabweichung in Schneeberg und seine Detailinformationen über radioaktive Wässer in dieser Region wissenschaftlich hervorgetreten. 1926 unterstützte er durch Zuarbeiten aus der Grubenverwaltung die Krebsforschung.
Schulze leitete den Bergbau in Schneeberg-Neustädtel erfolgreich durch die schwierigen Kriegs-, Nachkriegs- und Inflationszeiten und wurde für diese Verdienste bereits 1917 zum Bergrat ernannt. Zu den von ihm betreuten bergmännischen Anlagen gehörte u. a. das Kobaltfeld bei Schneeberg und Neustädtel, die Gewerken Hoffnung Fundgrube bei Johanngeorgenstadt sowie der Marx-Semler-Stolln, an dessen weiteren Ausbau er mit Richard Franz Friedrich zusammenwirkte.
Nach dem Erreichen der Altersgrenze trat er am 1. Juli 1930 in den Ruhestand. Ursprünglich wollte er in Dresden seinen Ruhewohnsitz nehmen, er blieb aber in Neustädtel, wo er ein Jahr später starb.

## Familie
Er war mir Flore geborene Knorr verheiratet. Beide hatten den 1893 geborenen Sohn Fritz Schulze.

## Ehrungen
- 1912: Ritterkreuz 1. Klasse des Königlich Sächsischen Albrechts-Orden
- 1918: Königlich Sächsisches Kriegsverdienstkreuz